# 直島女文楽

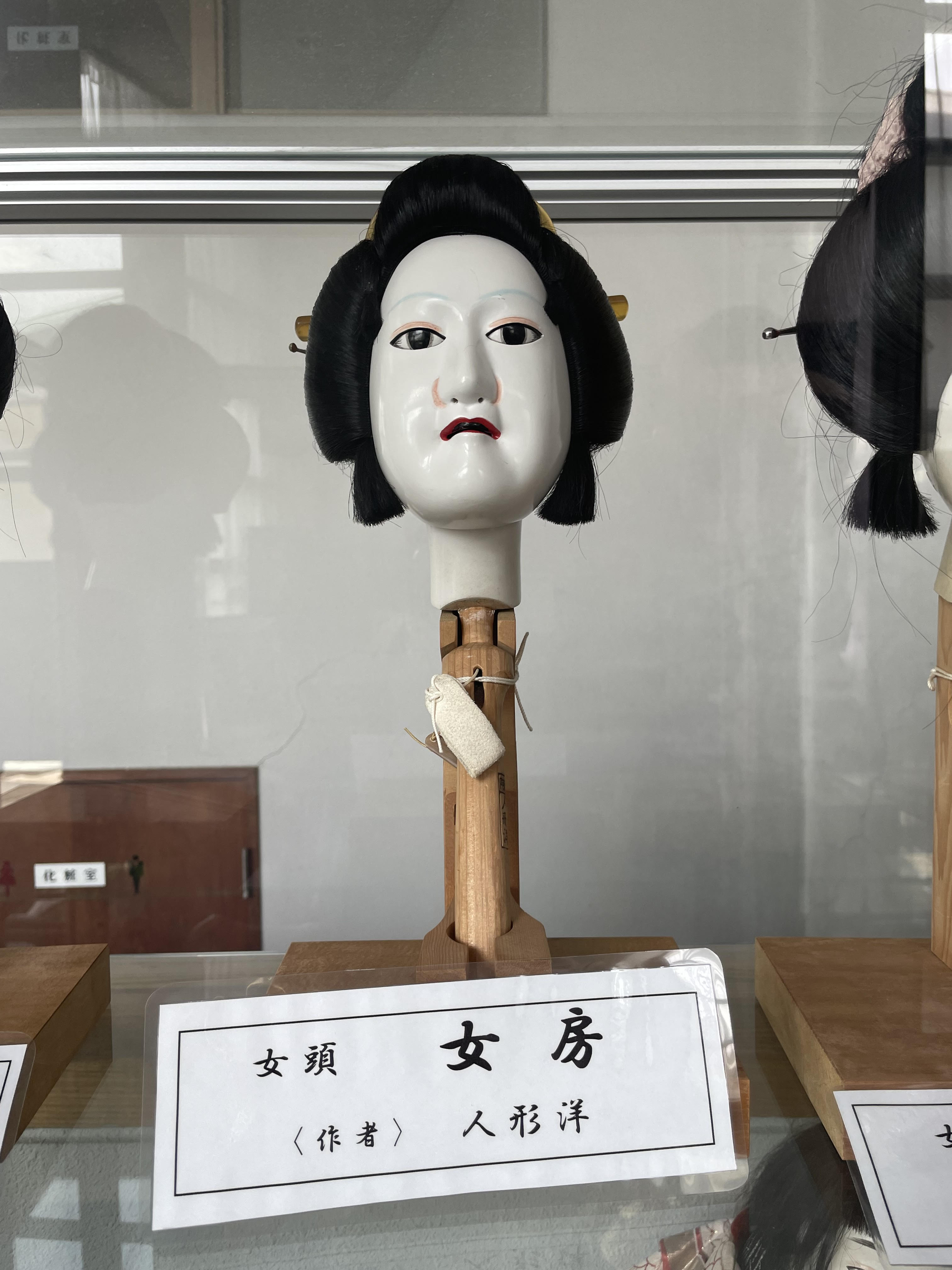

直島女文楽（なおしまおんなぶんらく）とは、香川県香川郡直島町において継承されている、女性のみによって上演される人形浄瑠璃である。

## 歴史
江戸時代、天領の地であった直島は、古くから芸能が盛んに行われてきた。「直島女文楽」はその代表的なもので、八十八夜の鯛網の頃、網元が淡路島から文楽の一座を招致、琴弾地の浜で興行したことに端を発する。明治、大正、昭和と一時の間、途絶えた。
昭和23年、女性3人の手により再興され、以降女性のみによって上演が続けられている。昭和37年に香川県有形民俗文化財に、昭和59年には香川県無形民俗文化財に指定された。

## 上演目録
- 傾城阿波鳴門 巡礼歌の段
- 音冴春臼月（団子売り）
- 壺坂観音霊験記
- 伊達娘恋緋鹿子 火の見櫓の段
- 寿式二人三番叟
- 恋女房染分手綱（茂ノ井子別れの段）
- えびす舞
- 加賀見山旧錦絵 奥庭の段
- 伽羅先代萩 政岡